# Nial Ring

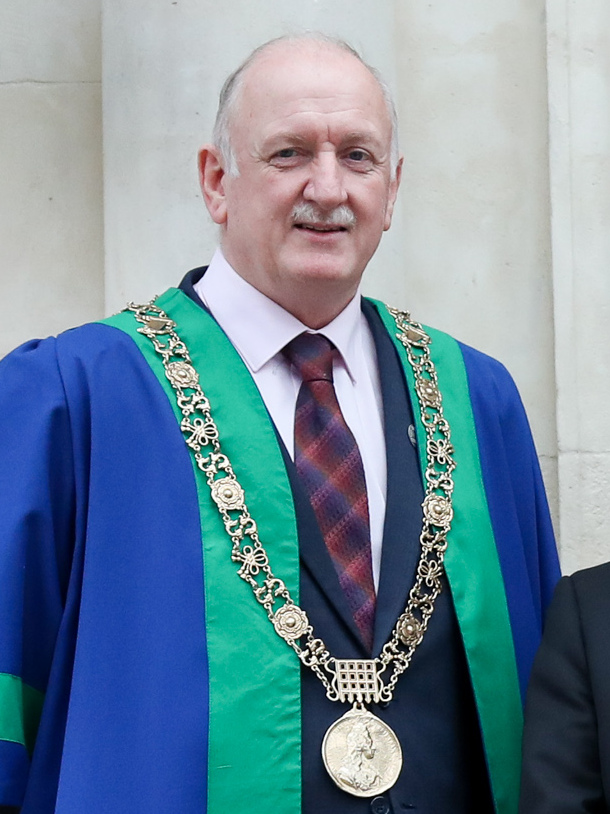
Neil Ring (2019)

Nial Ring (* in Ballybough, Dublin) ist ein irischer unabhängiger Politiker und war von Juni 2018 bis Juni 2019 der 349. Oberbürgermeister von Dublin.

## Leben
Ring wurde als Dubliner in vierter Generation in Ballybough, einem Distrikt im Nordosten von Dublins Inner City, geboren und wuchs dort auch auf. Er studierte an der Dublin City University. Danach wurde er im Bankenwesen tätig.
Ring wurde 2009 erstmals für den Wahlkreis North Inner City in das Dublin City Council gewählt. 2014 erfolgte seine Wiederwahl. Am 25. Juni 2018 wurde er für ein Jahr zum Oberbürgermeister von Dublin (Lord Mayor of Dublin) gewählt und löste damit Mícheál Mac Donncha ab.
Ring ist verheiratet und hat vier Söhne.